# Lothar Schmiedel
Lothar Schmiedel (* 22. Januar 1943; † 23. Dezember 2019) war ein deutscher Fußballspieler, der von 1963 bis 1979 für die Betriebssportgemeinschaft BSG Wismut Aue in der DDR-Oberliga, der höchsten Liga im DDR-Fußball, aktiv war.

## Sportliche Laufbahn
Als Zwölfjähriger begann Lothar Schmiedel bei der BSG Motor Lauter mit dem organisierten Fußball. Zuletzt spielte er dort in der viertklassigen Bezirksklasse. Zur Saison 1962/63 wechselte er zum Oberligisten SC Wismut Karl-Marx-Stadt, dessen Sektion Fußball ihre Spiele in Aue austrug.  
Der nun 19-jährige Schmiedel wurde sofort für den Oberligakader nominiert, spielte aber ausschließlich in der Oberligareserve. Er hatte dort als Mittelfeldspieler einen Stammplatz sicher und war mehrfacher Torschütze. Seine ersten Oberligaspiele absolvierte Schmiedel 1963/64. In der 26 Runden währenden Saison kam er zwischen dem 1. und 16. Spieltag in acht Begegnungen zum Einsatz, wobei er hauptsächlich als rechter Läufer aufgeboten wurde. Bei seinem sechsten Spiel erzielte er beim 1:0-Auswärtssieg gegen Empor Rostock sein erstes Oberligator. Daneben wurde er auch wieder in der Reservemannschaft eingesetzt. Diese Prozedur wiederholte sich auch in den beiden nachfolgenden Spielzeiten, in denen er mit der 1. Mannschaft nur zwölf bzw. ein Punktspiel bestritt. 
Im November 1965 wurde Schmiedel für 18 Monate zum Wehrdienst in der Nationalen Volksarmee eingezogen. Auch nach seiner Rückkehr gelang es ihm bis 1971 nicht, Stammspieler in der Oberligamannschaft zu werden. Da 1968 die Reserveoberliga eingestellt worden war, bestritt Schmiedel in der Folgezeit die meisten Spiele mit der an die Stelle getretenen 2. Mannschaft in der drittklassigen Bezirksliga.
Erst in der Saison 1971/72 gelang Schmiedel der Sprung in die Stammelf der Oberligamannschaft. Unter dem neuen Trainer Bringfried Müller absolvierte er als Innenverteidiger 23 Punktspiele, in denen er dreimal zum Torerfolg kam. Seinen Stammplatz in der Abwehr behielt Schmiedel bis zur Saison 1977/78 und gehörte mit Ausnahme von 1975/76 auch stets zu den Torschützen. 1977/78 wurde er für eine Spielzeit zum Mannschaftskapitän berufen. Die Saison 1978/79 begann Lothar Schmiedel als 35-Jähriger und konnte nur noch zum Beginn drei Oberligaspiele bestreiten. Zum Saisonende schloss er seine Laufbahn als Leistungsfußballer ab. Seine Bilanz weist 221 Oberligaspiele mit 19 Toren aus. Hinzu kommen 37 Spiele im DDR-Fußballpokal (vier Tore), in denen die Auer Mannschaft 1975 bis in das Halbfinale vorstieß. 
Auch nach seiner Spielerkarriere blieb Schmiedel der BSG Wismut im Leitungskollektiv erhalten, wo er als Geschäftsführer und Vorstandsmitglied tätig war.